# Pepa Fernández
María José Fernández Vallés (Cervera, 4 de març de 1965), més coneguda com a Pepa Fernández, és una periodista catalana. La seva família paterna és originària d'Ourense. És coneguda principalment per dirigir i presentar durant dues dècades a Ràdio Nacional d'Espanya el programa No es un día cualquiera.

## Biografia
Pepa Fernández és llicenciada en Ciències de la Informació per la Universitat Autònoma de Barcelona.
Als divuit anys va començar a treballar a la ràdio. Des del 1999 ha dirigit i presentat a Ràdio Nacional el programa No es un día cualquiera, un magazine de cap de setmana orientat envers les temàtiques alternatives, centrat en la reflexió i l'entreteniment, i aplicat en el gust i la cura del llenguatge, que el 2003 va obtenir el Premi Ondas al millor programa de ràdio de difusió estatal. Des del setembre del 2019 dirigeix i presenta, de dilluns a divendres i de 10 a 13 hores, el matinal De pe a pa, dins dels matins de RNE.
A més del premi Ondas, ha rebut també dos Micròfons de Plata i un Premi especial de la APEI (Associació Professional Espanyola d'Informadors de ràdio, premsa i televisió), una Antena d'Or, el Premi de Ràdio de Cambio 16, el Premi Periodístic El Cava, el Micròfon d'Or, el Premi de Gastronomia de Diario de Avisos i el Pica d'Estats. També ha estat distingida amb el Premi Ondas 2008 a la Trajectòria Professional i el premi Emilio Castelar a l'Eficàcia Comunicativa 2009. 
És professora de la Facultat de Comunicació de la Universitat Ramon Llull. Ha treballat a diversos programes de televisió. Ha estat col·laboradora de l'espai "El Club" de TV3 i ha intervingut a "El Matí de la 1".
L'any 2015 va guanyar el Premi Nacional de Periodisme Miguel Delibes.

## Llibres
- Lo que la vida enseña, Esfera de los Libros. Presentat el 29 de febrer del 2008.